# 輝煌三十年
輝煌三十年是指二戰結束後，法國在1945年至1975年這段時間的歷史。在這三十年期間，法國經濟快速成長，並且建立了高度發達的社會福利體系。法國人重新擁有世界最高的生活水準，工資大幅上升。並且許多農村人口遷移至都市，法國進入城市化社會。不過在1973年石油危機爆發之後，法國經濟成長減緩，輝煌三十年亦隨之結束。